# Lau Cih
Lau Cih is een bestuurslaag in het regentschap Medan van de provincie Noord-Sumatra, Indonesië. Lau Cih telt 2227 inwoners (volkstelling 2010).